# Flor Isava Fonseca

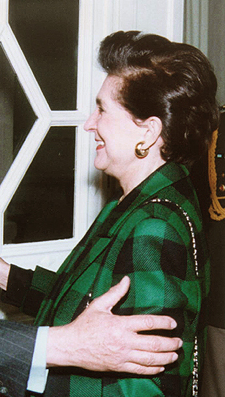
Flor Isava Fonseca (1997)

Flor Isava Fonseca (* 20. Mai 1921; † 25. Juli 2020 in Caracas) war eine venezolanische  Reitsportlerin, Tennis- und Golfspielerin sowie Sportfunktionärin.

## Allgemeines
Flor Isava Fonseca studierte moderne Sprachen und erwarb darin einen Bachelor of Arts und einen Master. Sportlich war sie im Tennis, Golf und Reitsport (Springreiten) aktiv. In allen drei Sportarten wurde sie mehrfach venezolanische Landesmeisterin. Als Springreiterin nahm sie an Veranstaltungen in Südamerika, den USA, Kanada, Frankreich und Spanien teil. Bei den Zentralamerika- und Karibikspielen 1946 in Barranquilla gewann sie beim Tennis im Damendoppel zusammen mit Marion Schlageter die Silbermedaille.
Flor Isava Fonseca gehörte zu den Gründungsmitgliedern der venezolanischen Reiterföderation. Von 1962 bis 1965 war sie deren Präsidentin. Von 1964 bis 1968 war sie Mitglied des NOKs Venezuelas und von 1989 bis 1995 Beraterin in sportlichen Belangen der Staatspräsidenten Carlos Andrés Pérez, Octavio Lepage, Ramón José Velásquez und Rafael Caldera.

## Tätigkeiten innerhalb des IOC
Flor Isava Fonseca wurde 1981 zum IOC-Mitglied gewählt. Zusammen mit der finnischen Leichtathletin Pirjo Häggman war sie die erste Frau, die IOC-Mitglied wurde. Von 1990 bis 1994 gehörte sie dem Verwaltungsrat des IOC an, ebenfalls als eine der ersten Frauen. Aus Altersgründen endete ihre Mitgliedschaft 2001 im Alter von 80 Jahren. Ab 2002 war sie Ehrenmitglied.

## Auszeichnungen
- 1984: Großkreuz des Sports vom Bildungsministerium Taiwans
- 1990: Orden des Befreiers (Venezuela)
- 1992: Zivilverdienstorden (Spanien)
- 1993: Arbeitsverdienstorden (Venezuela)
- 2001: Ritter der französischen Ehrenlegion
- 2002: Olympischer Orden